# Sự biến Cấm môn
Sự biến Cấm môn (禁門の変 Kinmon no Hen, Cấm môn biến), còn gọi là Vụ biến loạn Ngự Môn Hamaguri (蛤御門の変 Hamaguri Gomon no Hen, Cáp Ngự môn biến), là một cuộc nổi dậy của phiên Chōshū chống lại Mạc phủ Tokugawa diễn ra vào ngày 20 tháng 8 [âm lịch: ngày 19 tháng 7] năm 1864, gần Hoàng cung ở Kyoto.

## Diễn biến
Cuộc nổi dậy phản ánh sự bất bình lan rộng trong cả các nhóm ủng hộ Thiên hoàng và chống ngoại bang, những người đã dấy loạn theo khẩu hiệu Tôn vương Nhương di (sonnō jōi). Thiên hoàng Kōmei đã ban "sắc chiếu nhương di". Do đó, vào tháng 3 năm 1863, nhóm chí sĩ phe tôn quân  đã tìm cách nắm quyền kiểm soát Thiên hoàng hòng khôi phục lại vị thế thống lĩnh về mặt chính trị của hoàng tộc.
Trong cuộc nổi loạn đang diễn ra đẫm máu, phiên Chōshū đứng đầu phải chịu trách nhiệm về sự xúi giục gây loạn. Để chống lại âm mưu bắt cóc của loạn quân, quân binh của các phiên Aizu và Satsuma (sau này do Saigō Takamori lãnh đạo) đã đảm nhận trọng trách bảo vệ Hoàng cung. Tuy nhiên, trong quá trình giao tranh, quân Chōshū đã làm thiêu rụi toàn kinh thành Kyoto, bắt đầu từ nơi ở của gia đình Takatsukasa, và của một quan chức Chōshū. Không rõ liệu binh sĩ Chōshū đã đốt cháy Kyoto ngay khi họ bắt đầu thua cuộc, hay việc họ làm như vậy là một phần trong chiến lược ban đầu của họ và được thực hiện như một chiến thuật nghi binh. Trong số những chí sĩ đã chết trong vụ biến loạn này có Kusaka Genzui.
Nhiều triều thần khác, bao gồm cả Nakayama Tadayasu, ông ngoại kiêm Cố vấn đặc biệt của Thiên hoàng về nội vụ, đã bị trục xuất khỏi triều đình do dính líu đến vụ biến loạn này. Mạc phủ viện cớ Chōshū gây ra sự biến Cấm môn là "triều địch" nên quyết định dẫn binh thảo phạt phiên này vào tháng 9 năm 1864.